# Вајмар
Вајмар град је у Немачкој. Налази се у савезној држави Тирингија (Thüringen), северно од планине Тириншка шума, источно од града Ерфурт, и југозападно од Халеа и Лајпцига. Данас има око 65.000 становника.

## Историја
Најстарији помен овога града потиче из 899. Од 946. до 1364. био је у грофовији Вајмар-Орламинде. Године 1573. Вајмар је постао главни град Војводства Саксен-Вајмар-Ајзенах, које је 1815. постало Велико војводство, и постојало све до 1918.
У другој половини XVIII — почетку XIX века Вајмар постаје велики центар немачког просветитељског покрета. У њему су живели и стварали великани попут Гетеа, Шилера, и Хердера. Гробови Гетеа, Шилера и Ничеа, као и њихове архиве, налазе се у граду.
Период у немачкој историји од 1919–1933. најчешће се назива Вајмарска Република, јер је њен устав овде написан, с обзиром да су се у Берлину тада, 1918, водиле уличне борбе (види: Немачка револуција).
Вајмар је био центар уметничког покрета Баухаус. У граду су данас многобројне галерије, музеји, Немачко национално позориште и две високе школе: Баухаус-Универзитет и Висока школа за музику Франц Лист.
Током Другог светског рата, постојао је концентрациони логор близу Вајмара, у Бухенвалду. Од краја 30-их, до 1945, у њему је било заточено око 56.000 логораша, од којих је 3000 погинуло.
Трећег септембра 2004, пожар је захватио библиотеку војвоткиње Ане Амалије у Вајмару. У њој се чува 13.000 оригиналних страница Гетеовог ремек-дела „Фауст“, лутеранска Библија из 1534, и војвоткињина колекција музичких списа. Од милион књига у библиотеци, уништено је 40-50 хиљада. Библиотека припада УНЕСКО-вој листи наслеђа човечанства и једна је од најстаријих јавних библиотека у Европи.

## Познате личности
- Ана Амалија
- Јохан Волфганг фон Гете[5]
- Фридрих Шилер
- Јохан Готфрид Хердер
- Адам Мицкијевич
- Јохан Себастијан Бах
- Хектор Берлиоз
- Франц Лист
- Рихард Штраус
- Рихард Вагнер
- Фридрих Ниче
- Артур Шопенхауер
- Лука Кранах Старији
- Лука Кранах Млађи
- Каспар Давид Фридрих
- Васиљ Кандински
- Паул Кле
- Ласло Мохољ-Нађ
- Хенри ван де Велде
- Валтер Гропијус
- Алберт Швајцер
- Карл Цајс